# 非法 (德國刑法)
非法（德语：Unwert，日语：無価値，中文学界亦称无价值）是奥地利及德国刑法中的概念，包括结果非法（Erfolgsunwert，结果无价值），行为非法（Handlungsunwert，行为无价值）和意识非法（Gesinnungsunwert，意识无价值），其中意识非法的概念因被认为已经过时而很少再被提及。

## 原义及翻译
根据杜登德语大字典2003年第五版的解释（Duden - Deutsches Universalwörterbuch, 5. Aufl. 2003），unwert一词作形容词用时，意思是“不应存在的”（nicht würdig zu existieren），仅当作名词用时，才可解释为“没有价值的”（Wertlosigkeit）。此处，Unwert应被理解为用作名词的形容词，因为在德国刑法中，Unwert和Unrecht（非法）在很大程度上是个通用概念，如Handlungsunrecht和Handlungsunwert，Erfolgsunrecht和Erfolgsunwert。在德语著作中，作者使用哪个词来表达“非法”的概念只是个语言习惯问题，很多时候也会出现两者混用的情况。若依据中文学界通用翻译“无价值”，则极易被理解为“没有价值的”（Wertlosigkeit），同与其相对的同义词Unrecht意义出入极大，难免形成歧义，较为不妥。故应参照Unrecht，以“非法”一词翻译Unwert为佳。
将Unwert翻译为“无价值”的源头，乃日本学者在翻译德国刑法概念时望文生义而成，经翻译传到中文学界后，保留了这个明显的错误。日本学界对此亦有过相应讨论，认为可以将此翻译为“反价值”。对此，国内学界亦有少量追随者，但“无价值”的说法仍是主流。
将Unwert一词译作“无价值”的最大问题在于，这种表达不符合中文语言习惯。德语中Unwert含有“不应存在的”和“没有价值的”两层意思，但中文日常表达时，这两个意思大相径庭，后者并不包含前者。事实上，几乎所有中文的刑法学术著作中“结果无价值”和“行为无价值”都可被替换为“结果非法”和“行为非法”，替换后原文往往更加通顺易懂。从这个意义上也可以说明，“非法”也应是Unwert一词在刑法中的更合适的翻译。